# Ланфан
Ланфан е град в провинция Хъбей, Североизточен Китай. Населението в по-големия административен район, който включва и града, е 4 358 839 жители, а градското население е 763 700 жители (2004 г.). Общата площ на административния метрополен район е 6429 кв. км. Намира се в часова зона UTC+8. МПС кодът е 冀R. Намира се приблизително на еднакво разстояние между Пекин и Тиендзин. В града има около 30 университета, в които се обучават приблизително 50 000 студенти.